# Swaminathan Aiyar
Swaminathan „Swami“ S. Anklesaria Aiyar ist ein indischer Journalist. Er ist Verlagslektor der Times of India und Fellow am Cato Institute.

## Leben
Aiyar studierte am St. Stephen’s College, Delhi und am Magdalen College der Universität Oxford, wo er einen Master in Wirtschaftswissenschaften erhielt. Er war von 1988 bis 1990 Herausgeber des Financial Express und von 1992 bis 1994 Herausgeber der Economic Times. Daneben war er zwei Jahrzehnte der Indienkorrespondent des Economist. Er hat außerdem die Weltbank und die Asiatische Entwicklungsbank (ADB) beraten. Er ist bekannt für seine wöchentliche Kolumne in der Times of India und tritt auch als Fernsehkommentator auf.
Zu seinen Themen gehören wirtschaftlicher Wandel in Entwicklungsländern, Menschenrechte, Neue Politische Ökonomie, Energie, Handel und Industrie.
Aiyar investiert daneben in soziale Projekte. Er ist Chef des Mukundan Charitable Trust. Er hat drei Mikrofinanz-Organisationen in Kalkutta, Allahabad und Dehradun gefördert. Aiyar ist im Board of Directors einer Mikrofinanzorgination zur Förderung von Kunsthandwerkern und baut eine Flotte von Schiffen, die eine medizinische Versorgung auf Inseln im Brahmaputra ermöglichen soll.
Aiyar ist mit der Journalistin Shahnaz Anklesaria Aiyar verheiratet und hat drei Kinder, darunter die Journalistin Pallavi Aiyar.
Sich selbst bezeichnet er als „liberalen Atheisten“.